# Двері до океану
«A Door into Ocean» (англ. A Door into Ocean) — феміністичний науково-фантастичний роман Джоан Слончевськи, виданий 1986 року. Роман показує теми екофемінізму та ненасильницької революції у поєднанні зі майстерністю знань Слончевськи в галузі біології.

## Сюжет
Роман відправляє читача в майбутнє, на вигадану планету Шора, місяць, покритий водою. Мешканці цієї планети, відомі як шарерці, — усі жіночої статі. Шарерці використовують генетичну інженерію для контролю над екологією своєї планети. Вони — мирні істоти, які «розподіляють» — тобто вони мають духовне та лінгвістичне спілкування один з одним й ставляться до всіх однаково. Шарерці розглядають егалітаризм як належне, оскільки вони поділяють, і їм бракує поняття «влада — це все», який робить їхнє суспільство монолітним, в якому конфлікти вирішуються без насильства. Коли їм загрожує зовнішня сила, вони протистоять ненасильницькими методами, тому що вони відмовляються вірити у владу. Таким чином, шарерці ніколи не можна підкорити силою.
Шарерський спосіб ненасильства є більше ніж духовним. Він базується на історичних реаліях ненасильницького опору. Автор сюжету роману спирається на багато історичних досліджень, зокрема, праць історика миру Джин Шарп. У романі міститься багато біологічних досліджень щодо еволюції вроджених можливостей ненасильницької боротьби. Наприклад, участь дітей у ненасильницькому опорі спирається на глибокі інстинктивні реакції, виявлені у людей та пов'язаних з ними ссавців. Наприклад, участь дітей у ненасильницькому опорі спирається на глибокі інстинктивні реакції, виявлені у людей та пов'язаних з ними ссавців.
Унікальним виразом шарерської комунікації є їх мова, в якій предмет і об'єкт взаємозамінні. Шарерці здогадуються за контекстом, що є предметом та об'єктом, але їх мова не дозволяє їм їх виокремлювати. Як результат, вони завжди знають, що одна людина може залучати «силу» до другої іншим шляхом. Їх мова перешкоджає будь-кому бути «покараним» шляхом домінуванням над іншими. Наприклад, якщо незнайомець каже: «Ти маєш підкоритися мені», шаререць чує: «Я повинен підкорятися тобі», або (наближений переказ) «Ми повинні дійти згоди». Їх мова підсилює нездатність шарерців приймати будь-яку ситуацію, в якій одна особа домінує над іншою.
Шарерський світогляд поширюється на їх оточення, екосистему, яка оточує їх. Вони не можуть знищувати на своїх рослинах і тваринах, не маючи впевненості про відтворення популяції. Так, наприклад, оскільки шарерці вживають рослини та тварини як їжу, вони приймають той факт, що вони, своєю чергою, стануть їжею для інших форм життя; що хижаки в кінцевому підсумку будуть споивати їх.
На початку роману всі шарерці — жінки. Але, коли вони стикаються з нешарерською спільнотою з іншої планети, яка загрожує їм, шарерка Мервен розуміє, що вони повинні з'ясувати, чи можуть інші різновиди «людей» пожертвувати своїм життям, або ні. Мервен прибуває на іншу планету Валедон, щоб захопити молоду людину, Спінела, та привести його до Шору і спробувати навчити «прибульця» способу життя шарерців. Ця місія призводить до розбіжностей у спільноті шарерців (у них багато розбіжностей, хоча й без насильства). Роблячи багато помилок на початковій стадії, Спінель поступово вчиться шарерським звичаям, як чоловік; і в кінцевому підсумку він співпрацює з шарерцями, щоб допомогти їм захистити свою планету від військового вторгнення.

## Персонажі
- Мерен
- Уша
- Спінел
- Урієль
- Лістра
- Береніс
- Рілгер
- Малашит
- Сідеріт
- Їневра

## Літературне значення та відгуки
«Library Journal» 1985 наполегливо рекомендує цей роман, зазначаючи: «Слончевськи створює всебічну ненасильницьку культуру, яка виходить за межі фемінізму, до нового визначення людської природи».

## Нагороди та відзнаки
- «Двері до океану» став переможцем Меморіальної премії імені Джона Кемпбелла 1987
- У тому ж 1987 році роман номінувався на премію «Прометей» як найкращий роман[2].

## Видання
- 1986, USA, Arbor House, ISBN 978-0-87795-763-8, February 1986, Hardcover
- 1987, USA, Avon Books, ISBN 978-0-380-70150-6, February 1987, Paperback
- 1987, UK, Women's Press, ISBN 978-0-7043-4069-5, June 1987, Paperback
- 2000, USA, Orb Books, ISBN 978-0-312-87652-4, October 2000, Paperback